# Naoki Hiraoka
Naoki Hiraoka (født 24. maj 1973) er en tidligere japansk fodboldspiller.
Han har spillet for flere forskellige klubber i sin karriere, herunder Gamba Osaka, Nagoya Grampus Eight og Shimizu S-Pulse.